# Don't break this heart (Jack Jersey)
Don’t break this heart is een single van Jack Jersey, artiestennaam van Jack de Nijs, uit 1973. Het was een "opwarmertje" voor zijn hitalbum In the still of the night (19 weken in de albumlijst), dat pas in de zomer van 1974 verscheen. Het jaar 1974 was ook op singlegebied vriendelijk voor Jack Jersey, hij had vier hits in Nederland met zijn Elvis Presley-achtige zang/muziek. Na Don’t break this heart volgden nog In the still of the night, Papa was a poor man en Rub it in, dat hij zelfs met The Jordanaires mocht zingen. Dat terwijl 1973 ook al zo’n succesjaar was als muziekproducent met meerdere hits voor Nick MacKenzie. Don’t break this heart met B-kant Answer me was echter een aanloop naar zijn grootste hits In the still of the night en Papa was a poor man. Het nummer haalde geen enkele notering in de Radio 2 Top 2000.
Elvis Presley had in 1974 zelf ook nog twee hits: Hound dog en Jailhouse rock.

## Lijsten

### Nederlandse Top 40
| Hitnotering: week 3/1974 t/m 8/1974 | Hitnotering: week 3/1974 t/m 8/1974 | Hitnotering: week 3/1974 t/m 8/1974 | Hitnotering: week 3/1974 t/m 8/1974 | Hitnotering: week 3/1974 t/m 8/1974 | Hitnotering: week 3/1974 t/m 8/1974 | Hitnotering: week 3/1974 t/m 8/1974 | Hitnotering: week 3/1974 t/m 8/1974 |
| Week:                               | 1                                   | 2                                   | 3                                   | 4                                   | 5                                   | 6                                   |                                     |
| ----------------------------------- | ----------------------------------- | ----------------------------------- | ----------------------------------- | ----------------------------------- | ----------------------------------- | ----------------------------------- | ----------------------------------- |
| Positie:                            | 26                                  | 17                                  | 17                                  | 25                                  | 37                                  | 39                                  | uit                                 |

### NederlandseSingle Top 100
| Hitnotering: 19-01-1974 t/m 15-02-1974 | Hitnotering: 19-01-1974 t/m 15-02-1974 | Hitnotering: 19-01-1974 t/m 15-02-1974 | Hitnotering: 19-01-1974 t/m 15-02-1974 | Hitnotering: 19-01-1974 t/m 15-02-1974 | Hitnotering: 19-01-1974 t/m 15-02-1974 |
| Week:                                  | 1                                      | 2                                      | 3                                      | 4                                      |                                        |
| -------------------------------------- | -------------------------------------- | -------------------------------------- | -------------------------------------- | -------------------------------------- | -------------------------------------- |
| Positie:                               | 28                                     | 18                                     | 18                                     | 21                                     | uit                                    |

### BRT Top 30
In België verscheen Jack Jersey in de lijst terwijl in dezelfde periode ook zijn ontdekking Nick MacKenzie, met Peaches on a tree, een hoge notering in de hitparade haalde. Ook André Moss met Ella was nog geplaatst.
| Hitnotering: 23-02-1974 t/m 12-04-1974 | Hitnotering: 23-02-1974 t/m 12-04-1974 | Hitnotering: 23-02-1974 t/m 12-04-1974 | Hitnotering: 23-02-1974 t/m 12-04-1974 | Hitnotering: 23-02-1974 t/m 12-04-1974 | Hitnotering: 23-02-1974 t/m 12-04-1974 | Hitnotering: 23-02-1974 t/m 12-04-1974 | Hitnotering: 23-02-1974 t/m 12-04-1974 | Hitnotering: 23-02-1974 t/m 12-04-1974 |
| Week:                                  | 1                                      | 2                                      | 3                                      |                                        | 4                                      | 5                                      | 6                                      |                                        |
| -------------------------------------- | -------------------------------------- | -------------------------------------- | -------------------------------------- | -------------------------------------- | -------------------------------------- | -------------------------------------- | -------------------------------------- | -------------------------------------- |
| Positie:                               | 16                                     | 4                                      | 5                                      |                                        | 15                                     | 18                                     | 22                                     | uit                                    |